# キングス・チャンピオン
キングス・チャンピオン(King's Champion)またはクイーンズ・チャンピオン(Queen's Champion)は、イギリス王室における役職。本来の役割は、国王の戴冠式において新国王の王位継承に異議を唱える者との決闘裁判を行うことであったが、戴冠式への参列は1821年のジョージ4世の戴冠式が最後となり、以降は名誉職となっている。
1066年のノルマン・コンクエスト以来、イングランド・リンカンシャー州のスクリーベルズビーに封ぜられた者がキングス・チャンピオンの役割を担い、イングランド陸軍におけるスタンダード・ベアラー（戦場で王の旗を掲げる者）の役割も兼ねた。後にこの役職はダイモーク家の世襲となった。
現行の第35代キングス・チャンピオンは、スクリーベルズビーのロード・オブ・ザ・マナーであるフランシス・ジョン・フェーン・マーミオン・ダイモーク（Francis John Fane Marmion Dymoke, DL、1955年1月19日 - ）である。チャールズ3世の戴冠式に際してこの役職を世襲した。法定推定相続人はヘンリー・フランシス・マーミオン・ダイモーク（Henry Francis Marmion Dymoke、1984年 - ）である。

## 歴史

### 起源
最初のキングス・チャンピオンの地位は、ウィリアム1世（征服王）の時代に、初代マーミオン男爵ロバート・マーミオンに対してタムワース城とスクリーベルズビー荘園とともに与えられたものである。その役割は、ウィリアム1世の王位継承に異議を唱える者がいた場合に、戴冠式において決闘裁判を行うことであった。国王は対等の相手以外と一騎打ちを行うことができなかったため、その代理で戦う者として任命されたものである。それ以来19世紀まで、歴代の国王の戴冠式において、同様の役割の者が任命された。キングス・チャンピオンは、正装した上にローブとコロネットを身に着けて、軍務伯と大司馬に護衛されて戴冠式晩餐会が開かれるウェストミンスター・ホールに向かい、晩餐会の間、挑戦を申し出る者を待ち受けることになっていた。これは純粋に儀礼的なものであり、戴冠式晩餐会の中心的な役割を担っていた。
リチャード2世の戴冠式が行われる1377年の時点でマーミオン家の男系の子孫が途絶えていたため、フィリップ・マーミリオン（1291年没）の娘ヨハンナ・マーミオンの娘であるマーガレット・ラドローと結婚したジョン・ダイモークがキングス・チャンピオンを務め、以降のキングス・チャンピオンはダイモーク家の世襲となった。
後に、ガーター・プリンシパル・キング・オブ・アームズが挑戦状を読み上げ、キングス・チャンピオンがホールの入口と中央、および玉座のもとでガントレットを投げ捨てるという儀式が行われるようになった。キングス・チャンピオンには金箔で覆われた盃が授けられ、国王はキングス・チャンピオンとその盃で乾杯をした。

### 近現代

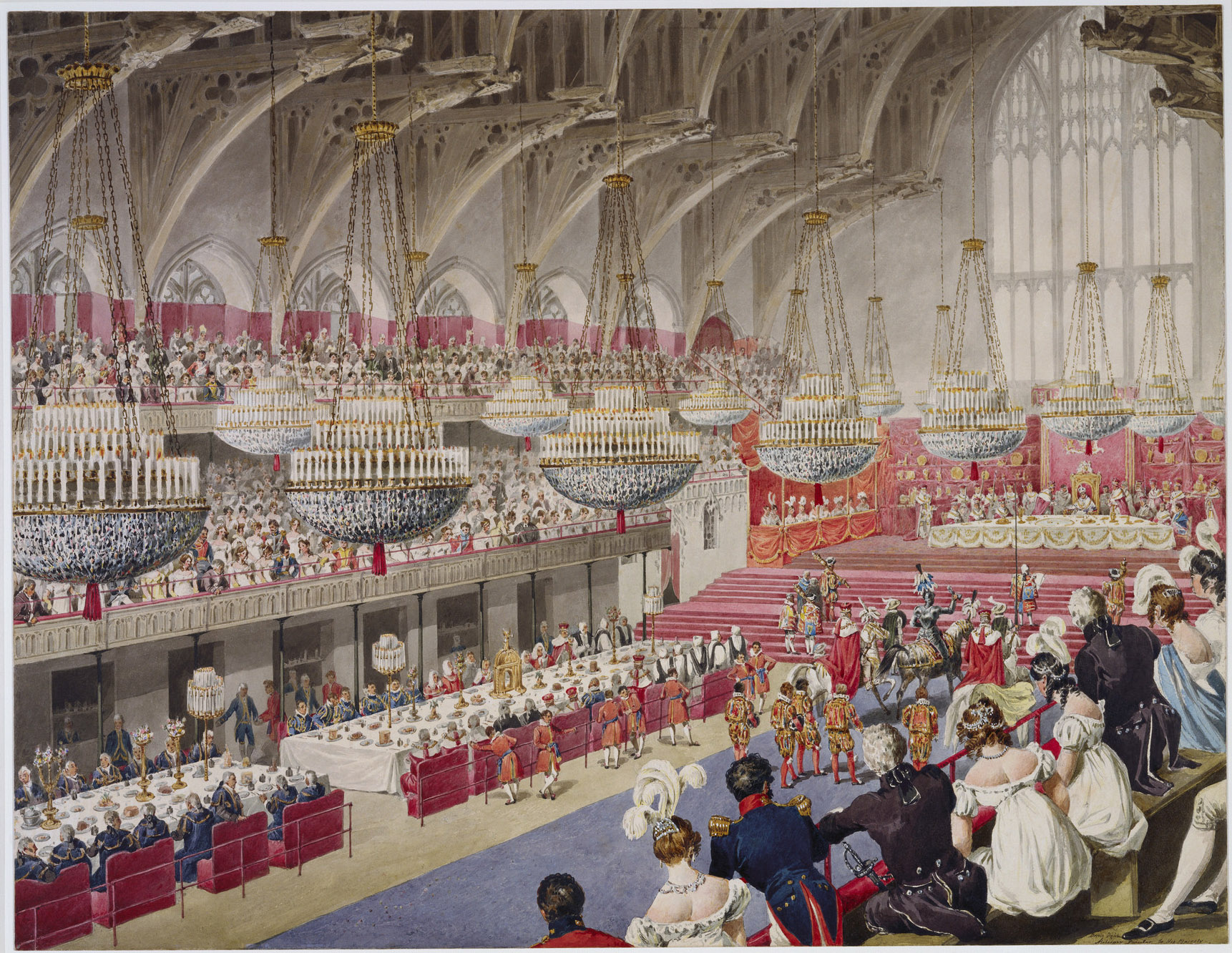
1821年のジョージ4世の戴冠式でキングス・チャンピオンの儀式が行われている様子

キングス・チャンピオンに対する挑戦状の言葉は時代により異なるが、1821年のジョージ4世の戴冠式では以下の挑戦状が読まれた
If any person, of whatever degree soever, high or low, shall deny or gainsay our Sovereign Lord George, King of the United Kingdom of Great Britain and Ireland, Defender of the Faith, son and next heir unto our Sovereign Lord the last King deceased, to be the right heir to the imperial Crown of this realm of Great Britain and Ireland, or that he ought not to enjoy the same; here is his Champion, who saith that he lieth, and is a false traitor, being ready in person to combat with him, and in this quarrel will adventure his life against him on what day soever he shall be appointed.
1821年時点におけるキングス・チャンピオンであるジョン・ダイモークは聖職者だったため、ジョージ4世の戴冠式におけるキングス・チャンピオンの役目はその息子のサー・ヘンリー・ダイモークが行った。ヘンリーは当時20歳で、儀式に使えるような馬を保有していなかったため、アストリーズ野外劇場から馬を借りた。
1831年に即位したウィリアム4世は戴冠式晩餐会を開催しなかったため、キングス・チャンピオンの出番もなかった。1838年のヴィクトリアの戴冠式では、キングス・チャンピオンの儀式を行わないことが決定され、その代償としてヘンリー・ダイモークは準男爵に叙された。その後の国王の戴冠式でもキングス・チャンピオンの儀式は行われていない。
ヘンリー・ダイモークの請求裁判所への訴えが認められ、1902年のエドワード7世の戴冠式ではヘンリーがスタンダード・ベアラーとして参列した。1953年のエリザベス2世の戴冠式では、ヘンリーの息子のジョン・ダイモークがユニオンフラッグの旗手として参列した。